# 1984年ロサンゼルスオリンピックの陸上競技
本項では、1984年ロサンゼルスオリンピックの陸上競技（1984ねんロサンゼルスオリンピックのりくじょうきょうぎ）について詳述する。

## 概要
男子は24種目、女子は3000m、マラソン、400mハードル、七種競技が実施され全17種目で争われた。

## 競技結果

### 男子
| 種目         | 金                                                                                               | 金            | 銀                                                                                           | 銀         | 銅                                                                                             | 銅         |
| ------------ | ------------------------------------------------------------------------------------------------ | ------------- | -------------------------------------------------------------------------------------------- | ---------- | ---------------------------------------------------------------------------------------------- | ---------- |
| 100m         | カール・ルイス アメリカ合衆国 (USA)                                                              | 9秒99         | サム・グラディ アメリカ合衆国 (USA)                                                          | 10秒19     | ベン・ジョンソン カナダ (CAN)                                                                  | 10秒22     |
| 200m         | カール・ルイス アメリカ合衆国 (USA)                                                              | 19秒80        | カーク・バプティスト アメリカ合衆国 (USA)                                                    | 19秒96     | トーマス・ジェファーソン アメリカ合衆国 (USA)                                                  | 20秒26     |
| 400m         | アロンゾ・バーバース アメリカ合衆国 (USA)                                                        | 44秒27        | ガブリエル・ティアコー コートジボワール (CIV)                                                | 44秒54     | アントニオ・マッケイ アメリカ合衆国 (USA)                                                      | 44秒71     |
| 800m         | ジョアキン・クルス ブラジル (BRA)                                                                | 1分43秒00     | セバスチャン・コー イギリス (GBR)                                                            | 1分43秒64  | アール・ジョーンズ アメリカ合衆国 (USA)                                                        | 1分43秒83  |
| 1500m        | セバスチャン・コー イギリス (GBR)                                                                | 3分32秒53     | スティーブ・クラム イギリス (GBR)                                                            | 3分33秒40  | ホセ・マヌエル・アバスカル スペイン (ESP)                                                      | 3分34秒30  |
| 5000m        | サイド・アウィータ モロッコ (MAR)                                                                | 13分05秒59    | マルクス・リューフェル スイス (SUI)                                                          | 13分07秒54 | アントニオ・レイタオ ポルトガル (POR)                                                          | 13分09秒20 |
| 10000m       | アルベルト・コバ イタリア (ITA)                                                                  | 27分47秒54    | マイク・マクロード イギリス (GBR)                                                            | 28分06秒22 | マイケル・ムスヨキ ケニア (KEN)                                                                | 28分06秒46 |
| マラソン     | カルロス・ロペス ポルトガル (POR)                                                                | 2:09:21       | ジョン・トレーシー アイルランド (IRL)                                                        | 2:09:56    | チャーリー・スペディング イギリス (GBR)                                                        | 2:09:58    |
| 110mハードル | ロジャー・キングダム アメリカ合衆国 (USA)                                                        | 13秒20        | グレッグ・フォスター アメリカ合衆国 (USA)                                                    | 13秒23     | アルト・ブリュガレ フィンランド (FIN)                                                          | 13秒40     |
| 400mハードル | エドウィン・モーゼス アメリカ合衆国 (USA)                                                        | 47秒75        | ダニー・ハリス アメリカ合衆国 (USA)                                                          | 48秒13     | ハラルト・シュミット 西ドイツ (FRG)                                                            | 48秒19     |
| 3000m障害    | ジュリアス・コリル ケニア (KEN)                                                                  | 8分11秒80     | ジョセフ・マームー フランス (FRA)                                                            | 8分13秒31  | ブライアン・ディーマー アメリカ合衆国 (USA)                                                    | 8分14秒06  |
| 4x100mリレー | アメリカ合衆国 サム・グラディ ロン・ブラウン カルヴィン・スミス カール・ルイス                   | 37秒83 世界新 | ジャマイカ アルバート・ローレンス グレッグ・メグー ドン・クォーリー レイモンド・スチュワート | 38秒62     | カナダ ベン・ジョンソン トニー・シャープ デサイ・ウィリアムズ スターリング・ハインズ           | 38秒70     |
| 4x400mリレー | アメリカ合衆国 サンダー・ニックス レイ・アームステッド アロンゾ・バーバース アントニオ・マッケイ | 2分57秒91     | イギリス クリス・アカブシ ゲーリ－・クック トッド・ベネット フィリップ・ブラウン             | 2分59秒13  | ナイジェリア サンデー・ウティ モーゼス・ウブシエン ロティミ・ピータース イノセント・エグブニケ | 2分59秒32  |
| 20km競歩     | エルネスト・カント メキシコ (MEX)                                                                | 1:23:13       | ラウル・ゴンサレス メキシコ (MEX)                                                            | 1:23:20    | マウリツイオ・ダミラノ イタリア (ITA)                                                          | 1:23:26    |
| 50km競歩     | ラウル・ゴンサレス メキシコ (MEX)                                                                | 3:37:26       | ボー・グスタフソン スウェーデン (SWE)                                                        | 3:53:19    | サンドロ・ベルッチ イタリア (ITA)                                                              | 3:53:45    |
| 走幅跳       | カール・ルイス アメリカ合衆国 (USA)                                                              | 8m54cm        | ゲーリー・ハニー オーストラリア (AUS)                                                        | 8m24cm     | ジョバンニ・エバンジェリスティ イタリア (ITA)                                                  | 8m24cm     |
| 三段跳       | アル・ジョイナー アメリカ合衆国 (USA)                                                            | 17m26cm       | マイク・コンリー アメリカ合衆国 (USA)                                                        | 17m18cm    | キース・コナー イギリス (GBR)                                                                  | 16m87cm    |
| 走高跳       | ディートマー・メーゲンブルク 西ドイツ (FRG)                                                      | 2m35cm        | パトリック・ショーベリ スウェーデン (SWE)                                                    | 2m33cm     | 朱建華 中国 (CHN)                                                                              | 2m31cm     |
| 棒高跳       | ピエール・キノン フランス (FRA)                                                                  | 5m75cm        | マイク・タリー アメリカ合衆国 (USA)                                                          | 5m70cm     | アール・ベル アメリカ合衆国 (USA)                                                              | 5m60cm     |
| 棒高跳       | ピエール・キノン フランス (FRA)                                                                  | 5m75cm        | マイク・タリー アメリカ合衆国 (USA)                                                          | 5m70cm     | ティエリ・ビネロン フランス (FRA)                                                              | 5m60cm     |
| 砲丸投       | アレッサンドロ・アンドレイ イタリア (ITA)                                                        | 21m26cm       | マイケル・カーター アメリカ合衆国 (USA)                                                      | 21m09cm    | デーブ・ロート アメリカ合衆国 (USA)                                                            | 20m97cm    |
| 円盤投       | ロルフ・ダンネベルク 西ドイツ (FRG)                                                              | 66m60cm       | マック・ウィルキンズ アメリカ合衆国 (USA)                                                    | 66m30cm    | ジョン・パウエル アメリカ合衆国 (USA)                                                          | 65m46cm    |
| ハンマー投   | ユーハ・チアイネン フィンランド (FIN)                                                            | 78m08cm       | カール＝ハンス・リーム 西ドイツ (FRG)                                                        | 77m98cm    | クラウス・プログハウス 西ドイツ (FRG)                                                          | 76m68cm    |
| やり投       | アルト・ハエルコーネン フィンランド (FIN)                                                        | 86m76cm       | デーブ・オトリー イギリス (GBR)                                                              | 85m74cm    | ケント・エルデブリンク スウェーデン (SWE)                                                      | 83m72cm    |
| 十種競技     | デイリー・トンプソン イギリス (GBR)                                                              | 8798点        | ユルゲン・ヒングゼン 西ドイツ (FRG)                                                          | 8673点     | ジークフリート・ヴェンツ 西ドイツ (FRG)                                                        | 8412点     |

### 女子
| 種目         | 金 | 金        | 銀                                                                                             | 銀        | 銅                                                                                             | 銅        |
| ------------ | --- | --------- | ---------------------------------------------------------------------------------------------- | --------- | ---------------------------------------------------------------------------------------------- | --------- |
| 100m         | エベリン・アシュフォード アメリカ合衆国 (USA)                                                              | 10秒97    | アリス・ブラウン アメリカ合衆国 (USA)                                                          | 11秒13    | マリーン・オッティ ジャマイカ (JAM)                                                            | 11秒16    |
| 200m         | バレリー・ブリスコ・フックス アメリカ合衆国 (USA)                                                          | 21秒81    | フローレンス・グリフィス アメリカ合衆国 (USA)                                                  | 22秒04    | マリーン・オッティ ジャマイカ (JAM)                                                            | 22秒09    |
| 400m         | バレリー・ブリスコ・フックス アメリカ合衆国 (USA)                                                          | 48秒83    | チャンドラ・チーズボロー アメリカ合衆国 (USA)                                                  | 49秒05    | キャシー・クック イギリス (GBR)                                                                | 49秒42    |
| 800m         | ドイナ・メリンテ ルーマニア (ROM)                                                                          | 1分57秒60 | キム・ギャラガー アメリカ合衆国 (USA)                                                          | 1分58秒63 | フィタ・ロビン ルーマニア (ROM)                                                                | 1分58秒83 |
| 1500m        | ガブリエラ・ドリオ イタリア (ITA)                                                                          | 4分03秒25 | ドイナ・メリンテ ルーマニア (ROM)                                                              | 4分03秒76 | マリチカ・プイカ ルーマニア (ROM)                                                              | 4分04秒15 |
| 3000m        | マリチカ・プイカ ルーマニア (ROM)                                                                          | 8分35秒96 | ウェンディ・スライ イギリス (GBR)                                                              | 8分39秒47 | リン・ウィリアムズ カナダ (CAN)                                                                | 8分42秒14 |
| マラソン     | ジョーン・ベノイト アメリカ合衆国 (USA)                                                                    | 2分24分52 | グレテ・ワイツ ノルウェー (NOR)                                                                | 2分26分18 | ロザ・モタ ポルトガル (POR)                                                                    | 2分26分57 |
| 100mハードル | ベニータ・フィッツジェラルド＝ブラウン アメリカ合衆国 (USA)                                                | 12秒84    | シャーリー・ストロング イギリス (GBR)                                                          | 12秒88    | ミシェル・シャルドネ フランス (FRA)                                                            | 13秒06    |
| 100mハードル | ベニータ・フィッツジェラルド＝ブラウン アメリカ合衆国 (USA)                                                | 12秒84    | シャーリー・ストロング イギリス (GBR)                                                          | 12秒88    | キム・ターナー アメリカ合衆国 (USA)                                                            | 13秒06    |
| 400mハードル | ナワル・エル・ムータワキル モロッコ (MAR)                                                                  | 54秒61    | ジュディ・ブラウン アメリカ合衆国 (USA)                                                        | 55秒20    | クリスティアーナ・コジョカル ルーマニア (ROM)                                                  | 55秒41    |
| 4x100mリレー | アメリカ合衆国 アリス・ブラウン ジャネット・ボールデン チャンドラ・チーズボロー エベリン・アシュフォード   | 41秒65    | カナダ アンジェラ・ベイリー マリタ・ペイン アンジェラ・テイラー フランス・ガロー               | 42秒77    | イギリス シモーネ・ジェイコブズ キャシー・クック ビバリー・カランダー ヘザー・オークス         | 43秒11    |
| 4x400mリレー | アメリカ合衆国 リリー・レザーウッド シェリ・ハワード バレリー・ブリスコ・フックス チャンドラ・チーズボロー | 3分18秒29 | カナダ チャーメイン・クルークス ジリアン・リチャードソン モリー・キリングベック マリタ・ペイン | 3分21秒21 | 西ドイツ ハイケ・シュルテ＝マットラー ウーテ・ティム ハイデ＝エルケ・ガウゲル ガビー・ブスマン | 3分22秒98 |
| 走高跳       | ウルリケ・マイフェルト 西ドイツ (FRG)                                                                      | 2m02cm    | サラ・シメオニ イタリア (ITA)                                                                  | 2m00cm    | ジョニ・ハントリー アメリカ合衆国 (USA)                                                        | 1m97cm    |
| 走幅跳       | アニソアラ・スタンチウ ルーマニア (ROM)                                                                    | 6m96cm    | バリ・イオネスク ルーマニア (ROM)                                                              | 6m81cm    | スー・ハーンショー イギリス (GBR)                                                              | 6m80cm    |
| 砲丸投       | クラウディア・ロッシュ 西ドイツ (FRG)                                                                      | 20m48cm   | ミハエラ・ロギン ルーマニア (ROM)                                                              | 20m47cm   | ゲール・マーチン オーストラリア (AUS)                                                          | 19m19cm   |
| 円盤投       | リア・スタルマン オランダ (NED)                                                                            | 65m36cm   | レスリー・デニズ アメリカ合衆国 (USA)                                                          | 64m86cm   | フロレンタ・クラチウネスク ルーマニア (ROM)                                                    | 63m64cm   |
| やり投       | テッサ・サンダーソン イギリス (GBR)                                                                        | 69m56cm   | ティーナ・リラク フィンランド (FIN)                                                            | 69m00cm   | ファティマ・ウィットブレッド イギリス (GBR)                                                    | 67m14cm   |
| 七種競技     | グリニス・ヌン オーストラリア (AUS)                                                                        | 6390点    | ジャッキー・ジョイナー・カーシー アメリカ合衆国 (USA)                                          | 6385点    | サビーネ・エバーツ 西ドイツ (FRG)                                                              | 6363点    |

## 各国メダル数
| 順 | 国・地域               | 金 | 銀 | 銅 | 計 |
| -- | ---------------------- | -- | -- | -- | -- |
| 1  | アメリカ合衆国 (USA)   | 16 | 15 | 9  | 40 |
| 2  | 西ドイツ (FRG)         | 4  | 2  | 5  | 11 |
| 3  | イギリス (GBR)         | 3  | 7  | 6  | 16 |
| 4  | ルーマニア (ROM)       | 3  | 3  | 4  | 10 |
| 5  | イタリア (ITA)         | 3  | 1  | 3  | 7  |
| 6  | フィンランド (FIN)     | 2  | 1  | 1  | 4  |
| 7  | メキシコ (MEX)         | 2  | 1  | 0  | 3  |
| 8  | モロッコ (MAR)         | 2  | 0  | 0  | 2  |
| 9  | フランス (FRA)         | 1  | 1  | 2  | 4  |
| 10 | オーストラリア (AUS)   | 1  | 1  | 1  | 3  |
| 11 | ポルトガル (POR)       | 1  | 0  | 2  | 3  |
| 12 | ケニア (KEN)           | 1  | 0  | 1  | 2  |
| 13 | ブラジル (BRA)         | 1  | 0  | 0  | 1  |
| 13 | オランダ (NED)         | 1  | 0  | 0  | 1  |
| 14 | カナダ (CAN)           | 0  | 2  | 3  | 5  |
| 15 | スウェーデン (SWE)     | 0  | 2  | 1  | 3  |
| 16 | ジャマイカ (JAM)       | 0  | 1  | 2  | 3  |
| 17 | コートジボワール (CIV) | 0  | 1  | 0  | 1  |
| 17 | アイルランド (IRL)     | 0  | 1  | 0  | 1  |
| 17 | ノルウェー (NOR)       | 0  | 1  | 0  | 1  |
| 17 | スイス (SUI)           | 0  | 1  | 0  | 1  |
| 21 | 中国 (CHN)             | 0  | 0  | 1  | 1  |
| 21 | ナイジェリア (NGR)     | 0  | 0  | 1  | 1  |
| 21 | スペイン (ESP)         | 0  | 0  | 1  | 1  |